# Distretto di Arumeru
Il distretto di Arumeru era uno dei distretti della regione di Arusha in Tanzania.
Il distretto è stato soppresso nel 2007, il territorio è stato diviso tra il distretto rurale di Arusha e il distretto di Meru.

## Geografia antropica

### Suddivisioni amministrative
Il distretto era suddiviso amministrativamente in 37 circoscrizioni (ward). Le circoscrizioni erano:
- Akheri
- Bangata
- Bwawani
- Ilkiding'a
- Kikatiti
- Kikwe
- Kimnyai
- King'ori
- Kiranyi
- Kisongo
- Leguruki
- Makiba
- Maji ya Chai
- Maroroni
- Mateves
- Mbuguni
- Mlangarini
- Moivo
- Moshono
- Murieti
- Musa
- Mwandeti
- Nduruma
- Ngarenanyuki
- Nkoanrua
- Nkoaranga
- Nkoarisambu
- Oldonyosambu
- Oljoro
- Olkokola
- Oltroto
- Oltrumet
- Poli
- Singisi
- Sokoni II
- Songoro
- Usa River